# Phymaturus punae
Phymaturus punae är en ödleart som beskrevs av  José Miguel Cei ETHERIDGE och VIDELA 1985. Phymaturus punae ingår i släktet Phymaturus och familjen Tropiduridae. Inga underarter finns listade i Catalogue of Life.